# Бачиљио (Асти)
Бачиљио је насеље у Италији у округу Асти, региону Пијемонт.
Према процени из 2011. у насељу је живело 79 становника. Насеље се налази на надморској висини од 163 м.